# Las Labores
Las Labores település Spanyolországban, Ciudad Real tartományban.  Lakosainak száma 547 fő (2024).

## Népesség
A település népessége az elmúlt években az alábbi módon változott:
| Lakosok száma | 689  | 678  | 673  | 659  | 650  | 638  | 613  | 569  | 563  | 547  |
|               | 2001 | 2004 | 2006 | 2009 | 2011 | 2014 | 2016 | 2019 | 2021 | 2024 |